# 1124
Високе Середньовіччя  •  Золота доба ісламу  •  Реконкіста  •  Хрестові походи  •  Київська Русь

## Геополітична ситуація
Візантію очолює Іоанн II Комнін (до 1143). Генріх V є імператором Священної Римської імперії (до 1125), Людовик VI Товстий — королем Франції (до 1137).
Апеннінський півострів розділений: північ належить Священній Римській імперії, середню частину займає Папська область, південна частина півострова окупована норманами. Деякі міста півночі: Венеція, Піза, Генуя, мають статус міст-республік.
Південь Піренейського півострова захопили Альморавіди. Північну частину півострова займають християнські Кастилія, Леон (Астурія, Галісія), Наварра та Арагон, Барселона. Королем Англії є Генріх I Боклерк (до 1135), королем Данії Нільс I (до 1134).
У Київській Русі княжить Володимир Мономах (до 1125). У Польщі княжить Болеслав III Кривоустий (до 1138). На чолі королівства Угорщина стоїть Іштван II (до 1131).
На Близькому сході існують держави хрестоносців: Єрусалимське королівство, Антіохійське князівство, Едеське графство, графство Триполі. Сельджуки окупували Персію та Малу Азію, в Єгипті владу утримують Фатіміди, у Магрибі панують Альморавіди, у Середній Азії правлять Караханіди, Газневіди втримують частину Індії. У Китаї співіснують держава ханців, де править династія Сун, держава киданів Ляо, держава чжурчженів, де править династія Цзінь, та держава тангутів Західна Ся. На півдні Індії домінує Чола. В Японії триває період Хей'ан.

## Події
- Після смерті Володара Ростиславича у Звенигороді став княжити Володимирко Володарович, у Перемишлі Ростислав Володарович. Поділ Галичини між князями Васильковичами, з роду Василька Ростиславича, та Володаревичами.
- Королем Шотландії став Давид I.
- Англійський король Генріх I Боклерк захопив Вексен.
- Імператор Священної Римської імперії Генріх V вторгся у Шампань, але повернув назад без битви з військами французького короля Людовика VI Товстого.
- Короля Єрусалиму Балдуїна II викупили з бусурманського полоні.
- Хрестоносці взяли Тір з допомогою венеційського флоту, який блокував місто з моря.
- Розпочався понтифікат  Гонорія II. Папу було обрано в умовах боротьби римських аристократичних родів. На короткий час понтифіком оголосили Целестіна II, якого вважають антипапою.
- Чжурчжені розпочали знищення держави киданів Ляо.
- Постало Каракитайське ханство.